# Collegio di Leeds East
Leeds East è un collegio elettorale inglese della Camera dei comuni del Parlamento del Regno Unito, situato nel West Yorkshire, nello Yorkshire e Humber. Elegge un membro del Parlamento con il sistema maggioritario a turno unico. Il rappresentante del collegio dal 2015 è Richard Burgon, eletto con il Partito Laburista nel 2015.

## Estensione

Leeds East dal 2010 al 2024

- 1885–1918: i ward del Municipal Borough of Leeds di East e parti dei ward di Central, North e North East.
- 1955–1974: i ward del County Borough of Leeds di Burmantofts, Crossgates, Halton, Harehills e Osmondthorpe.
- 1974–1983: i ward del County Borough of Leeds di Gipton, Halton, Osmondthorpe, Seacroft e Whinmoor.
- 1983–2010: i ward della Città di Leeds di Burmantofts, Halton, Harehills e Seacroft.
- 2010–2024: i ward della Città di Leeds di Crossgates and Whinmoor, Gipton and Harehills, Killingbeck and Seacroft e Temple Newsam.
- dal 2024: i ward della Città di Leeds di Cross Gates and Whinmoor; Garforth and Swillington; Gipton and Harehills; Killingbeck and Seacroft e Temple Newsam (distretti elettorali TNB, TNC-X, TNC-Y, TNF e TNG).[1]

## Storia
Il collegio fu creato nel 1885 con il Redistribution of Seats Act 1885, e fu utilizzato per la prima volta alle elezioni generali del 1885. Il collegio di Leeds era stato in precedenza rappresentato da due deputati nel periodo 1832—1868, e da tre deputati nel periodo 1868—1885. Dal 1885 Leeds fu rappresentata da cinque collegi uninominali: Leeds Central, Leeds East, Leeds North, Leeds South e Leeds West. Nel 1885 furono anche creati i collegi di Morley, Otley e Pudsey.
Il collegio fu abolito nel 1918; dopo le elezioni generali del 1918, Leeds fu rappresentata da Leeds Central, Leeds North, Leeds North-East (creato nel 1918), Leeds South, Leeds South-East (creato nel 1918) e Leeds West.
Il collegio fu ricreato nel 1955; dopo le elezioni generali del 1955 Leeds fu rappresentata da Leeds East (creato nel 1885, abolito nel 1918 e ricreato nel 1955), Leeds North East, Leeds North West (creato nel 1950), Leeds South e Leeds South East. Vi furono anche i collegi di Batley and Morley (creato nel 1918) e Pudsey and Otley (creato nel 1918, per sostituire Pudsey).
Denis Healey, del Partito Laburista, detenne il seggio per 37 anni (dal 1955 al 1992) e fu Cancelliere dello Scacchiere durante parte di questo periodo.

## Membri del Parlamento
| Elezione | Elezione              | Deputato           | Partito           |
| -------- | --------------------- | ------------------ | ----------------- |
|          | 1885                  | Richard Dawson     | Conservatore      |
|          | 1886                  | John Lawrence Gane | Liberale          |
| 1895     | Thomas Richmond Leuty |                    | Liberale          |
|          | 1900                  | Henry Cautley      | Conservatore      |
|          | 1906                  | James O'Grady      | Laburista         |
|          | 1918                  | Collegio abolito   | Collegio abolito  |
|          | 1955                  | Collegio ricreato  | Collegio ricreato |
|          | 1955                  | Denis Healey       | Laburista         |
| 1992     | George Mudie          |                    | Laburista         |
| 2015     | Richard Burgon        |                    | Laburista         |
|          | Richard Burgon        | Lug 2024           | Indipendente      |
|          | Richard Burgon        | Feb 2025           | Laburista         |

## Risultati elettorali

### Elezioni negli anni 2020
| Partito                    | Partito                                | Candidato                  | Risultati 4 luglio 2024 | Risultati 4 luglio 2024 |
| Partito                    | Partito                                | Candidato                  | Voti                    | %                       |
| -------------------------- | -------------------------------------- | -------------------------- | ----------------------- | ----------------------- |
|                            | Laburista                              | Richard Burgon             | 18 610                  | 47,25                   |
|                            | Reform UK                              | David Dresser              | 7 345                   | 18,65                   |
|                            | Conservatore                           | Sam Firth                  | 6 898                   | 17,51                   |
|                            | Verdi                                  | Jennifer Norman            | 3 506                   | 8,90                    |
|                            | Lib Dem                                | Tobie Abel                 | 1 445                   | 3,67                    |
|                            | Yorkshire                              | David Hough                | 664                     | 1,69                    |
|                            | Social Democratico                     | Catherine Dobson           | 519                     | 1,32                    |
|                            | Indipendente                           | Niko Omilana               | 222                     | 0,56                    |
|                            | Indipendente                           | Pete Young                 | 179                     | 0,45                    |
|                            |                                        |                            |                         |                         |
| Iscritti                   | Iscritti                               | Iscritti                   | 76 207                  | 100,00                  |
| ↳ Votanti (% su iscritti)  | ↳ Votanti (% su iscritti)              | ↳ Votanti (% su iscritti)  | 39 388                  | 51,69                   |
| ↳ Astenuti (% su iscritti) | ↳ Astenuti (% su iscritti)             | ↳ Astenuti (% su iscritti) | 36 819                  | 48,31                   |
|                            |                                        |                            |                         |                         |
|                            | Esito: collegio confermato a Laburista |                            |                         |                         |

### Elezioni negli anni 2010
| Partito                    | Partito                                | Candidato                  | Risultati 12 dicembre 2019 | Risultati 12 dicembre 2019 |
| Partito                    | Partito                                | Candidato                  | Voti                       | %                          |
| -------------------------- | -------------------------------------- | -------------------------- | -------------------------- | -------------------------- |
|                            | Laburista                              | Richard Burgon             | 19 464                     | 49,84                      |
|                            | Conservatore                           | Jill Mortimer              | 13 933                     | 35,68                      |
|                            | Brexit                                 | Sarah Wass                 | 2 981                      | 7,63                       |
|                            | Lib Dem                                | David Dresser              | 1 796                      | 4,60                       |
|                            | Verdi                                  | Shahab Adris               | 878                        | 2,25                       |
|                            |                                        |                            |                            |                            |
| Iscritti                   | Iscritti                               | Iscritti                   | 67 286                     | 100,00                     |
| ↳ Votanti (% su iscritti)  | ↳ Votanti (% su iscritti)              | ↳ Votanti (% su iscritti)  | 39 052                     | 58,04                      |
| ↳ Astenuti (% su iscritti) | ↳ Astenuti (% su iscritti)             | ↳ Astenuti (% su iscritti) | 28 234                     | 41,96                      |
|                            |                                        |                            |                            |                            |
|                            | Esito: collegio confermato a Laburista |                            |                            |                            |

| Partito                    | Partito                                | Candidato                  | Risultati 8 giugno 2017 | Risultati 8 giugno 2017 |
| Partito                    | Partito                                | Candidato                  | Voti                    | %                       |
| -------------------------- | -------------------------------------- | -------------------------- | ----------------------- | ----------------------- |
|                            | Laburista                              | Richard Burgon             | 25 428                  | 61,36                   |
|                            | Conservatore                           | Matthew Robinson           | 12 676                  | 30,59                   |
|                            | UKIP                                   | Paul Spivey                | 1 742                   | 4,20                    |
|                            | Lib Dem                                | Ed Sanderson               | 739                     | 1,78                    |
|                            | Verdi                                  | Jaimes Moran               | 434                     | 1,05                    |
|                            | Yorkshire                              | John Otley                 | 422                     | 1,02                    |
|                            |                                        |                            |                         |                         |
| Iscritti                   | Iscritti                               | Iscritti                   | 65 988                  | 100,00                  |
| ↳ Votanti (% su iscritti)  | ↳ Votanti (% su iscritti)              | ↳ Votanti (% su iscritti)  | 41 441                  | 62,80                   |
| ↳ Astenuti (% su iscritti) | ↳ Astenuti (% su iscritti)             | ↳ Astenuti (% su iscritti) | 24 547                  | 37,20                   |
|                            |                                        |                            |                         |                         |
|                            | Esito: collegio confermato a Laburista |                            |                         |                         |

| Partito                    | Partito                                | Candidato                  | Risultati 7 maggio 2015 | Risultati 7 maggio 2015 |
| Partito                    | Partito                                | Candidato                  | Voti                    | %                       |
| -------------------------- | -------------------------------------- | -------------------------- | ----------------------- | ----------------------- |
|                            | Laburista                              | Richard Burgon             | 20 530                  | 53,75                   |
|                            | Conservatore                           | Ryan Stephenson            | 7 997                   | 20,94                   |
|                            | UKIP                                   | Mark Maniatt               | 7 256                   | 19,00                   |
|                            | Lib Dem                                | Ed Sanderson               | 1 296                   | 3,39                    |
|                            | Verdi                                  | Kate Bisson                | 1 117                   | 2,92                    |
|                            |                                        |                            |                         |                         |
| Iscritti                   | Iscritti                               | Iscritti                   | 64 738                  | 100,00                  |
| ↳ Votanti (% su iscritti)  | ↳ Votanti (% su iscritti)              | ↳ Votanti (% su iscritti)  | 38 196                  | 59,00                   |
| ↳ Astenuti (% su iscritti) | ↳ Astenuti (% su iscritti)             | ↳ Astenuti (% su iscritti) | 26 542                  | 41,00                   |
|                            |                                        |                            |                         |                         |
|                            | Esito: collegio confermato a Laburista |                            |                         |                         |

| Partito                    | Partito                                | Candidato                  | Risultati 6 maggio 2010 | Risultati 6 maggio 2010 |
| Partito                    | Partito                                | Candidato                  | Voti                    | %                       |
| -------------------------- | -------------------------------------- | -------------------------- | ----------------------- | ----------------------- |
|                            | Laburista                              | George Mudie               | 19 056                  | 50,40                   |
|                            | Conservatore                           | Barry Anderson             | 8 763                   | 23,17                   |
|                            | Lib Dem                                | Andrew Tear                | 6 618                   | 17,50                   |
|                            | BNP                                    | Trevor Brown               | 2 947                   | 7,79                    |
|                            | Alleanza per il Socialismo Verde       | Mike Davies                | 429                     | 1,13                    |
|                            |                                        |                            |                         |                         |
| Iscritti                   | Iscritti                               | Iscritti                   | 65 082                  | 100,00                  |
| ↳ Votanti (% su iscritti)  | ↳ Votanti (% su iscritti)              | ↳ Votanti (% su iscritti)  | 37 813                  | 58,10                   |
| ↳ Astenuti (% su iscritti) | ↳ Astenuti (% su iscritti)             | ↳ Astenuti (% su iscritti) | 27 269                  | 41,90                   |
|                            |                                        |                            |                         |                         |
|                            | Esito: collegio confermato a Laburista |                            |                         |                         |

### Elezioni negli anni 2000
| Partito                    | Partito                                | Candidato                  | Risultati 5 maggio 2005 | Risultati 5 maggio 2005 |
| Partito                    | Partito                                | Candidato                  | Voti                    | %                       |
| -------------------------- | -------------------------------------- | -------------------------- | ----------------------- | ----------------------- |
|                            | Laburista                              | George Mudie               | 17 799                  | 59,18                   |
|                            | Lib Dem                                | Andrew Tear                | 6 221                   | 20,68                   |
|                            | Conservatore                           | Dominic Ponniah            | 5 557                   | 18,48                   |
|                            | Indipendente                           | Peter Socrates             | 500                     | 1,66                    |
|                            |                                        |                            |                         |                         |
| Iscritti                   | Iscritti                               | Iscritti                   | 54 740                  | 100,00                  |
| ↳ Votanti (% su iscritti)  | ↳ Votanti (% su iscritti)              | ↳ Votanti (% su iscritti)  | 30 107                  | 55,00                   |
| ↳ Astenuti (% su iscritti) | ↳ Astenuti (% su iscritti)             | ↳ Astenuti (% su iscritti) | 24 633                  | 45,00                   |
|                            |                                        |                            |                         |                         |
|                            | Esito: collegio confermato a Laburista |                            |                         |                         |

| Partito                    | Partito                                | Candidato                  | Risultati 7 giugno 2001 | Risultati 7 giugno 2001 |
| Partito                    | Partito                                | Candidato                  | Voti                    | %                       |
| -------------------------- | -------------------------------------- | -------------------------- | ----------------------- | ----------------------- |
|                            | Laburista                              | George Mudie               | 18 290                  | 62,95                   |
|                            | Conservatore                           | Barry Anderson             | 5 647                   | 19,44                   |
|                            | Lib Dem                                | Brian Jennings             | 3 923                   | 13,50                   |
|                            | UKIP                                   | Raymond Northgreaves       | 634                     | 2,18                    |
|                            | Laburista Socialista                   | Mark King                  | 419                     | 1,44                    |
|                            | Indipendente                           | Peter Socrates             | 142                     | 0,49                    |
|                            |                                        |                            |                         |                         |
| Iscritti                   | Iscritti                               | Iscritti                   | 56 417                  | 100,00                  |
| ↳ Votanti (% su iscritti)  | ↳ Votanti (% su iscritti)              | ↳ Votanti (% su iscritti)  | 29 055                  | 51,50                   |
| ↳ Astenuti (% su iscritti) | ↳ Astenuti (% su iscritti)             | ↳ Astenuti (% su iscritti) | 27 362                  | 48,50                   |
|                            |                                        |                            |                         |                         |
|                            | Esito: collegio confermato a Laburista |                            |                         |                         |

## Risultati dei referendum

### Referendum sulla permanenza del Regno Unito nell'Unione europea del 2016
|             | Collegio   | Lasciare UE % | Rimanere in UE % |
| ----------- | ---------- | ------------- | ---------------- |
|             | Leeds East | 60,9%         | 39,1%            |
| Inghilterra | 53,3%      | 46,7%         |                  |
| Regno Unito | 51,9%      | 48,1%         |                  |